# Relações entre Cazaquistão e Uzbequistão
As relações entre Cazaquistão e Uzbequistão referem-se às relações diplomáticas entre a República do Cazaquistão e a República do Uzbequistão.  Os dois países, ambos ex-repúblicas da União Soviética, são vizinhos e compartilham 2.203 quilômetros de fronteiras terrestres. O último presidente do Uzbequistão , Islam Karimov, visitou o Cazaquistão várias vezes como Chefe de Estado.
Com um passado diplomático estável, não há registros de casos recentes de grandes confrontos entre os cazaques e uzbeques. O Uzbequistão abriga a maior comunidade da diáspora cazaque na Comunidade dos Estados Independentes (CEI), além de ser o terceiro maior país de residência dos cazaques, depois do próprio Cazaquistão e da China.

## História
Tanto o Cazaquistão quanto o Uzbequistão faziam parte da União Soviética antes de sua dissolução oficial em 1991. No início do século XXI, 96% da fronteira internacional em demarcação estava se dando entre Uzbequistão e Cazaquistão. Os dois países agiram de forma amigável e sutil durante todo o processo de demarcação de sua fronteiras, que foi acompanhada de perto pelo Conselho de Segurança das Nações Unidas. Em 2001, depois de acordos mútuos, a linha de fronteira foi totalmente demarcada, restando apenas três áreas disputadas (Bagys, Arnasai e Nsan), que mantiveram-se sem a ocupação nem cazaque nem uzbeque. Em setembro de 2002, o Cazaquistão e o Uzbequistão haviam resolvido por completo todas as questões referentes à sua fronteira em comum, que detinha, até então, 2.440 quilômetros.
Em 19 de outubro de 2006, o Cazaquistão construiu 45 quilômetros de comprimento de barreira ao longo de parte da sua fronteira com o Uzbequistão. A barreira Cazaquistão-Uzbequistão abrange os distritos administrativos de Saryagash e Maktaaral, no sul do Cazaquistão, e consiste de uma cerca alta de 2,5 metros em arame farpado, incluindo holofotes em sua estrutura. A barreira está situada ao longo das vilas e cidades densamente povoadas do leste do Uzbequistão. Foi construída para conter o contrabando de drogas através da fronteira.